# 阿部将翁
阿部将翁，日本医生及植物学家，专攻本草学，并且研究江户地区甘蔗、棉花、胡萝卜和红薯，以及药用植物栽种。他的著作《采药》与《三百集录》等详细介绍其研究成果。